# Боднарівка (місцевість)
Боднарі́вка (Беднарувка, Бондарівка) — мікрорайон Сихівського району міста Львова в навколо та південніше перехрестя вулиць Стрийської та Наукової.
Район забудований переважно багатоповерхівками, проте частина Боднарівки із західного боку вул. Стрийської (від № 228) зберегла сільську та приміську забудову 1930—1950-х років. Між Боднарівкою та Козельниками бере початок річка Зубря (Зубра). У 1950-х роках на цій річці (між Боднарівкою та Сиховом) було створено Піонерське озеро із зоною відпочинку, але через забрудненість водойма була незабаром спущена і на її місці було болото, проте впродовж 2020-х років, озеро розчистили, зараз там зона для відпочинку, дозволена спортивна риболовля.

## Історія
У XIX столітті Боднарівка була присілком біля фільварку, що входив до складу громади Кульпарків. Північна частина Боднарівки (до нинішнього просп. Святого Івана Павла ІІ) увійшла в межі Львова у 1931 році, а південна, що належала до тодішнього Сокільницького, згодом, у 1955 році — Пустомитівського району, від 17 липня 2020 року — до Львівського району.
Розвиток Боднарівки припав на повоєнні часи (після першої світової війни), коли за залізничним мостом, із західного (правого, парного) боку сучасної вул. Стрийської, була заснована цегельня спілки «Радзивил, Відмер і Зелінський», а з протилежного боку вулиці — міська бетонярня (нині — ВАТ «Львівський завод залізобетонних виробів»). Вздовж парної сторони Стрийської дороги, як згадував Олександр Надрага, «розвели свої городи болгари», які постачали львів'янам свіжі овочі та фрукти, зокрема екзотичні, як на той час, помідори.
У 1931 році північна частина місцевості увійшла у межі Львова. У тому ж році за бетонярнею заснували монастир Кармелітів Босих, при якому у 1938 році збудували костел за проєктом Людомила Д'юрковича. У місцевість поблизу монастиря перенесли міський іподром.
У 1945 році поблизу розпочалося будівництво автоскладального заводу, обладнання для якого привозили спочатку з окупованої Німеччини. Спочатку на підприємстві випускали автокрани, згодом воно було перепрофільоване на Львівський автобусний завод, який значно розширився, поглинаючи навколишні території, зокрема й старий іподром.
В Освіцькому гаю, після війни було створено танкоремонтний завод. У 1950-х роках з центру міста до нього було прокладено тролейбусну лінію № 5. У ті ж роки було збудовано казарми внутрішніх військ на вул. Стрийській, 146, які стали тодішньою домінантою Боднарівки.
У 1955 році до складу Львова увійшла і південна частина району, що раніше належала до тодішнього Сокільницького, а потім Пустомитівського району, нині — до Львівського району.
Дільниця стала інтенсивно забудовуватися стандартними житловими будинками у 1960—1980 роках — спочатку між вулицями Артема (нині — Володимира Великого) та Суркова (нині — Рубчака), а потім — зі східного боку вул. Стрийської (за просп. Святого Івана Павла ІІ). Тоді ж було закладено парк Боднарівка, прикрасою якого став дитячий кінотеатр, влаштований у фюзеляжі літака Ан-10.
У 1980 році на південній околиці міста споруджено львівський автовокзал. За ним спорудили львівський іподром. Це місце стало місцем паломництва сотень тисяч українців та паломників з усього світу, коли на території іподрому 26 червня і 27 червня 2001 року відбувалися Божественні Літургії за участі Папи Римського Івана Павла II.

## Інфраструктура
Через Боднарівку проходять одні з головних транспортних артерій міста — вулиці Стрийська та Наукова. Стрийською курсують тролейбусні маршрути № 22, 23 та 25. Також через Боднарівку, згідно з новою транспортною схемою, яка була запроваджена у Львові у 2012 році, курсує чимало автобусних маршрутів та маршрутних таксі.
На Боднарівці розташований Львівський автовокзал. За ним, на сучасному пустирі, знаходиться новий стадіон «Арена Львів», на якому проходили матчі Чемпіонату Європи з футболу у 2012 році. Біля стадіону розміщений Львівський іподром, де під час свого візиту в Україну в 2001 році правив месу папа Римський Іван-Павло ІІ.
В межах місцевості Боднарівка також розташований Львівський державний онкологічний регіональний лікувально-діагностичний центр.
На Боднарівці діють чотири храми: 

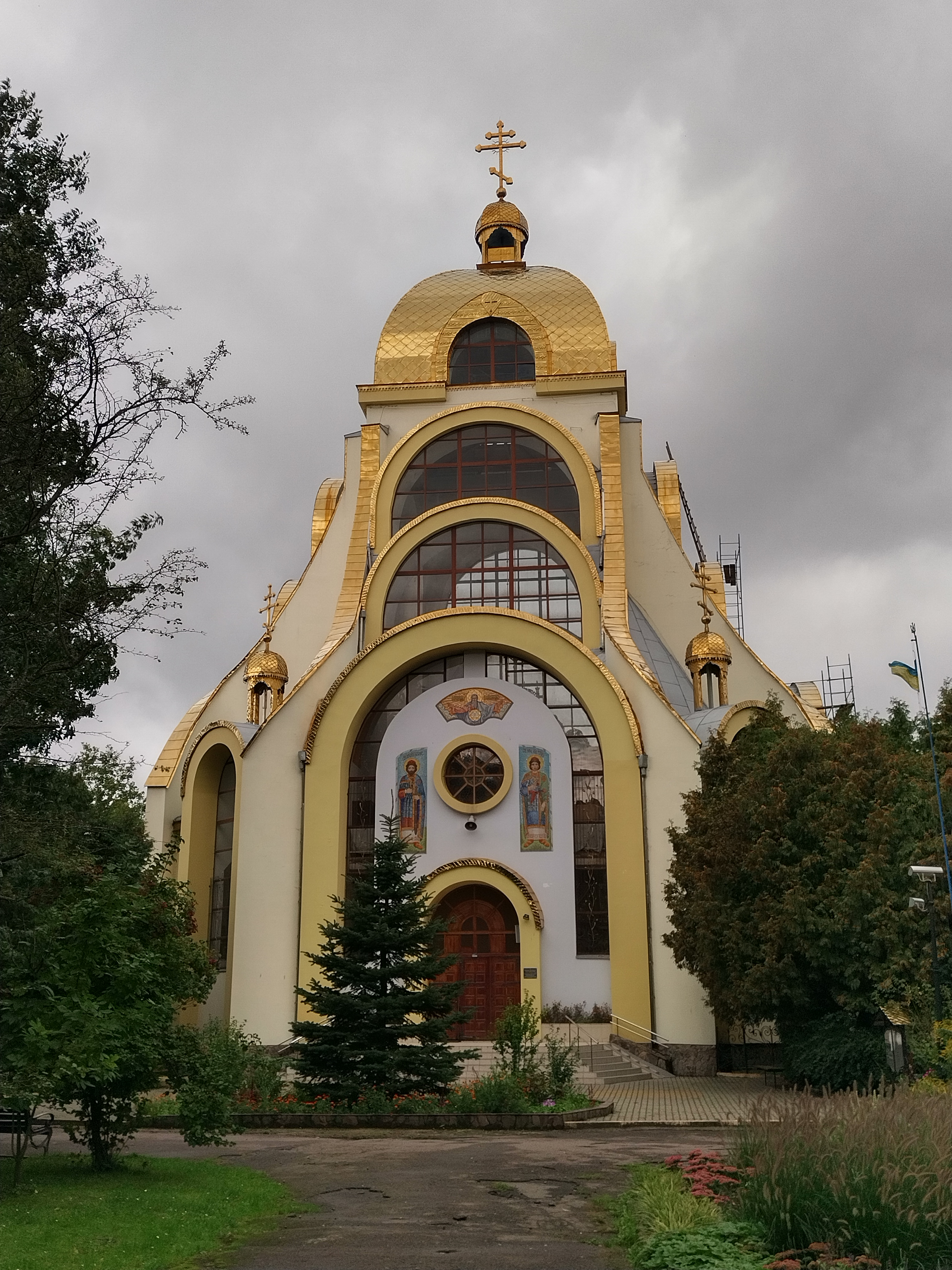
Церква Святих мучеників Бориса і Гліба (ПЦУ, вул. Стрийська, 150);
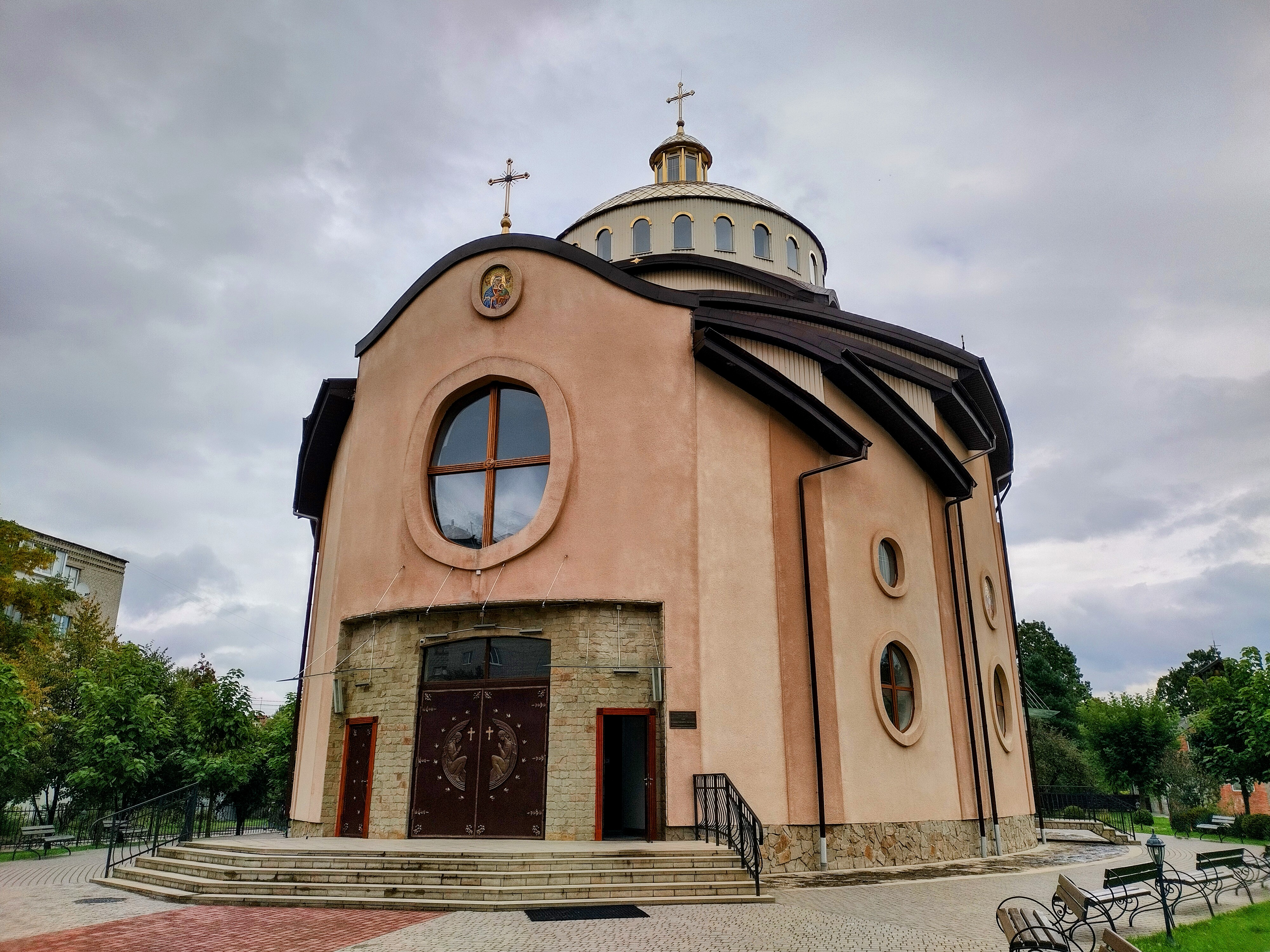
Успіння Пресвятої Богородиці (УГКЦ, вул. Максимовича, 2);
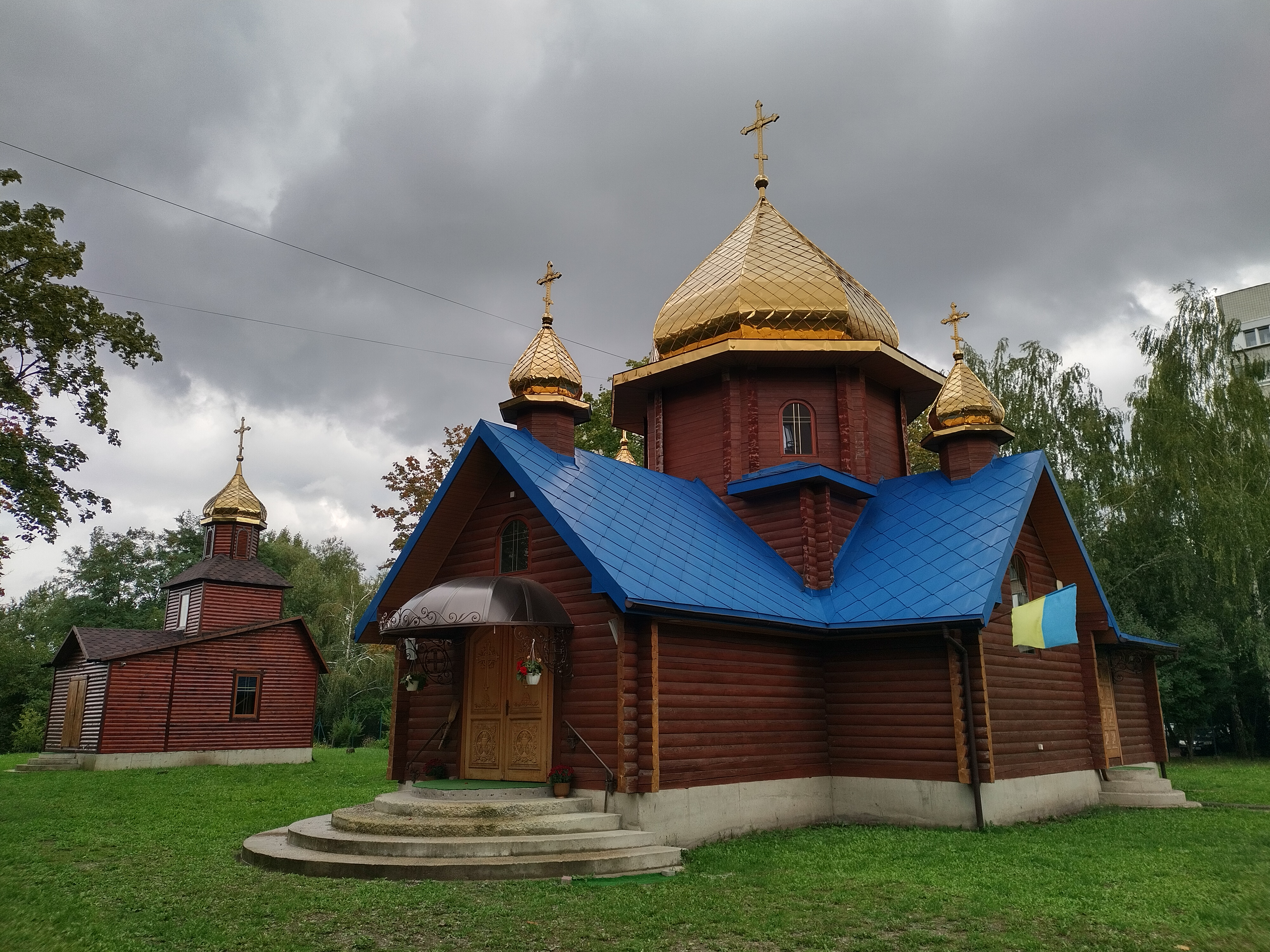
Церква Покрови Пресвятої Богородиці (ПЦУ, вул. Демнянська, 4);
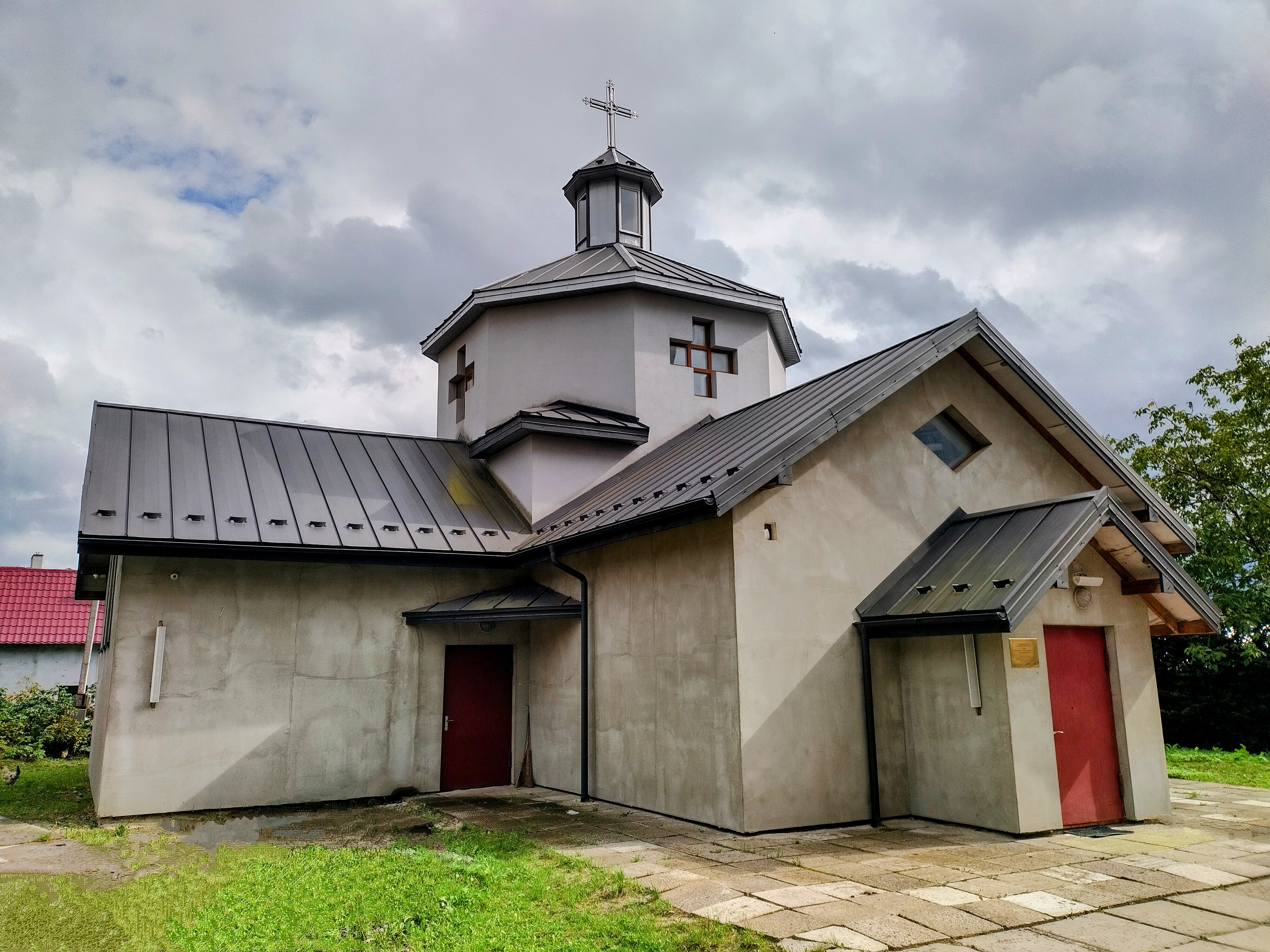
Церква Блаженного священномученика Григорія (Лакоти) (УГКЦ, вул. Демнянська, 10-Б).   - Храм Святих Мученників Бориса і Гліба
  - Храм Успіння Пресвятої Богородиці
  - Церква Покрови Пресвятої Богородиці
  - Церква Священномученика Григорія Лакоти